# Voo Rire de Liège
Le Voo rire de Liège est un festival international d'humour ayant lieu chaque année à Liège en Belgique depuis 2011. Les Frères Taloche en sont les fondateurs et les directeurs artistiques. Il combine plusieurs genres : spectacles en langues étrangères, spectacles pour enfants, humour musical, théâtre ou encore stand-up.

## Historique
Le festival est né de la volonté de créer un festival d'humour de grande envergure. La première édition réunit plus de 12 000 spectateurs répartis dans 14 salles de spectacle. Des humoristes confirmés sont associés à des artistes en devenir, provenant de huit pays différents.
La deuxième édition compte un total de 15 000 spectateurs et une quarantaine de spectacles. Un tremplin du rire et une scène ouverte à destination des nouveaux talents sont mis en place.
Les éditions suivantes réunissent encore 15 000 spectateurs avec plus de 40 artistes qui se produisent dans 12 salles de la ville de Liège.
La 10e édition est annulée en raison du contexte sanitaire et est reportée à l'année suivante, en octobre 2021,.

## Partenaires
Le Voo Rire est partenaire depuis sa première édition de plusieurs festivals dans des pays francophones. Ces partenariats en Suisse, en France ou au Québec permettent de programmer des artistes internationaux en première partie ou en spectacle complet.

## Artistes du festival
- Frères Taloche
- Laurent Gerra
- Chantal Ladesou
- Stéphane Guillon
- Félix Radu
- Olivier de Benoist
- Viktor Vincent
- Arnaud Tsamère
- Fabian Le Castel
- Jarry
- Constance
- Marie Reno
- Laura Laune
- Virginie Hocq
- Ben
- Malik Bentalha
- Jean-Marie Bigard
- Anne Roumanoff
- Kev Adams
- Alex Vizorek
- Guillermo Guiz
- Patrick Timsit
- Jeff Panacloc
- Zidani
- Elodie Poux